# Ölme församling
Ölme församling var en församling i Östra Värmlands kontrakt i Karlstads stift i Svenska kyrkan. Församlingen låg i Kristinehamns kommun i Värmlands län och ingick i Kristinehamns pastorat. 1 januari 2025 uppgick församlingen i Kristinehamns församling.

## Administrativ historik
Församlingen hade medeltida ursprung. Namnet skrevs före 1 september 1894 även Ölmehärads församling.
Församlingen var till 1642 moderförsamling i pastoratet Ölme och Varnum som mellan 1 juli 1586 och 1594 även omfattade Karlskoga församling. Från 1642 till 1962 utgjorde församlingen ett eget pastorat för att därefter till 1974 vara annexförsamling i pastoratet Väse och Ölme. Från 1974 ingick församlingen i Kristinehamns pastorat.
1 januari 2025 uppgick församlingen i Kristinehamns församling.

## Organister
| Period       | Namn                     | Levnadstid | Övrigt   |
| ------------ | ------------------------ | ---------- | -------- |
| 1850-1864    | Sven Svensson Hærner     | 1820-1864  | Organist |
| 1864-        | Anders Fredrik Carlstedt | 1837-1928  | Organist |
| ca 1866-1884 | Anders Vilhelm Hultqvist | 1837-1917  | Organist |

## Kyrkor
- Ölme kyrka